# Municipio de Oneida (condado de Delaware)
El municipio de Oneida (en inglés: Oneida Township) es un municipio ubicado en el condado de Delaware en el estado estadounidense de Iowa. En el año 2010 tenía una población de 1504 habitantes y una densidad poblacional de 15,87 personas por km².

## Geografía
El municipio de Oneida se encuentra ubicado en las coordenadas 42°30′51″N 91°18′44″O / 42.51417, -91.31222. Según la Oficina del Censo de los Estados Unidos, el municipio tiene una superficie total de 94,75 km², de la cual 94,75 km² corresponden a tierra firme y (0 %) 0 km² es agua.

## Demografía
Según el censo de 2010, había 1504 personas residiendo en el municipio de Oneida. La densidad de población era de 15,87 hab./km². De los 1504 habitantes, el municipio de Oneida estaba compuesto por el 99,14 % blancos, el 0,07 % eran asiáticos, el 0,33 % eran de otras razas y el 0,47 % eran de una mezcla de razas. Del total de la población el 1,4 % eran hispanos o latinos de cualquier raza.